# 山口憲一
山口 憲一（やまぐち けんいち、1964年10月26日 - ）は日本のギタリスト、作曲家、音楽プロデューサー。神奈川県出身。血液型O型。

## 来歴
- 1986年 - B・A・Tの3代目ギタリストとして加入。
- 1988年 - B・A・T解散後、同僚の久米浩司らとMAGICを結成。
- 1994年 - 久米とMAGICを脱退しRODEOを結成。ボーカル、ギターを担当。
- 1999年 - ロックバンド「LOOP THE LOOP」をプロデュース。
- 2000年 - REDEO解散。ブランド「JOHNNY KOOL」をプロデュース。
- 2001年 - MAGICの同僚だった上澤津孝とwfaceを結成。
- 2004年 - wfaceを大きくしたバンド「JAZZBILLY」としても活動。
- 2008年 - SANDRA DEEの日野勝雄とGRETSCH BROTHERSを結成。
- 2016年 - B・A・T再結成。
- 2017年 - MAGICの同僚だった高橋琢実とTHE BRAND NEW FIFTIESを結成。
- 2017年 - クリームソーダ50周年のためMAGIC再結成。

## 楽曲提供

### 作曲
- 小森まなみ「Blue Lagoon」「終わらない夏」「青空-L号」